# Nostra Signora di Coromoto in San Giovanni di Dio (diaconia)
Nostra Signora di Coromoto in San Giovanni di Dio (in latino: Diaconia Dominae Nostrae de Coromoto apud Sanctum Ioannem a Deo) è una diaconia istituita da papa Giovanni Paolo II il 3 maggio 1985, che insiste sulla chiesa di Nostra Signora di Coromoto nel quartiere Gianicolense, sede della parrocchia costituita nel 1966.
Ne è titolare il cardinale Fernando Filoni, gran maestro dell'Ordine equestre del Santo Sepolcro di Gerusalemme.

## Titolari
- Rosalio José Castillo Lara, S.D.B. (25 maggio 1985 - 29 gennaio 1996); titolo pro illa vice (29 gennaio 1996 - 16 ottobre 2007 deceduto)
  - Vacante (2007-2012)
- Fernando Filoni,[2] dal 18 febbraio 2012